# Пізня сучасна англійська мова
Пізня сучасна англійська мова (англ. Modern English, або New English(es)) — форма англійської мови, якою почали розмовляти з часу завершення Великого зсуву голосних в Англії, тобто наприкінці XVII століття. Пізня сучасна англійська мова розвинулася з середньоанглійської, яка так само сформувалася на основі давньоанглійської.
Тексти, що датуються початком XVII століття, наприклад, твори Вільяма Шекспіра й Біблія короля Якова, незважаючи на деякі відмінності в лексиці, відносяться до сучасної англійської мови. Якщо говорити точніше, вважається, що ці тексти були написані ранньою сучасною англійською мовою, або мовою єлизаветинської епохи. Завдяки колонізації Британська імперія поширила англійську мову в багатьох регіонах світу: Англо-Америці, Африці, Австралії, Новій Зеландії та на Індійському субконтиненті.
У пізній сучасній англійській мові існує багато варіантів, якими розмовляють у значній кількості країн, що разом становлять англомовний світ. До цих варіантів належать американська англійська, австралійська англійська, британська англійська (у якій виділяються англійський, шотландський і валлійський діалекти), канадська англійська, ірландська англійська (включаючи діалект Ольстера), новозеландська англійська, а також варіанти англійської, якими говорять на Карибських островах, Шрі-Ланці, Філіппінах, в Індії, Пакистані, Нігерії, Сінгапурі, Південній Африці та інші. 

За даними довідника з мов світу Ethnologue, налічується майже один мільярд носіїв англійської як першої або другої мови.  Англійською спілкуються як першою чи другою мовою у 67 країнах, причому найбільше її носіїв у США, Великобританії, Австралії, Канаді, Новій Зеландії та Ірландії; також нею послуговується велика кількість людей в Індії, Пакистані, Південній Африці й на Філіппінах. ЇЇ “найчастіше вивчають як іноземну і використовують у всіх частинах світу для реалізації численних цілей”. Значна кількість мовців та поширеність усім світом сприяли тому, щоб англійська мова стала спільною мовою (lingua franca) “для авіаліній, морської справи та судноплавства, комп'ютерних технологій, науки й міжнародного спілкування”.
З

## Розвиток
Пізня сучасна англійська мова розвинулася з ранньої сучасної англійської, яка використовувалася в Англії від початку епохи Тюдорів до Міжкоролів'я та Реставрації Стюартів. До кінця XVIII століття Британська імперія забезпечила поширення пізньої сучасної англійської мови завдяки своїм колоніям та геополітичному домінуванню. Торгівля, наука і техніка, дипломатія, мистецтво та формальна освіта сприяли перетворенню англійської на першу по-справжньому глобальну мову, яка полегшила міжнародне спілкування. Англійську мову засвоїли в Північній Америці, Індії, деяких частинах Африки, Австралії та інших регіонах. У постколоніальний період деякі нові держави, де розмовляли кількома мовами корінних народів, продовжили використовувати сучасну англійську як офіційну мову, щоб уникнути політичних конфліктів з приводу вибору однієї мови корінних народів ніж іншої.

## Основні зміни
Нижче наведено основні зміни в сучасній англійській мові порівняно з її попередньою формою (середньоанглійською), а також декілька основних змін в англійській мові протягом 20 століття. Однак слід зауважити, що ці твердження узагальнені, і деякі з них можуть не відповідати конкретним діалектам:

### Морфологія
- " like", "same as", "immediately" використовуються як сполучники.[7]
- " The " стає необов'язковим перед певними словосполученнями іменників і власних назв.[7]

#### Займенники
- У більшості діалектів зникла різниця між "whom" і "who", і вживається переважно останній.[7]
- "They" у значенні однини перейшов до формального регістру.[7]
- Прислівники частоти розміщуються перед допоміжними дієсловами.[7]

#### Дієслова
- Деякі неправильні дієслова перейшли в розряд правильних.[7]
- Відроджується теперішній ("обов'язковий") умовний спосіб.[7]
- Надається перевага "will" замість "shall" при творенні форми першої особи в майбутньому часі.[7]
- Вживається допоміжне дієслово "do" разом з "have"
- Збільшення кількості складених дієслів.[7]
- Поява допоміжних дієслів «wanna», « gonna », «gotta» в розмовному стилі.[7]
- Вживання дієслів теперішнього тривалого часу у певних формах теперішнього доконаного та минулого доконаного часу.[7]

### Фонологія
До американсько-британського розходження вимови (1600–1725) одними з основних фонологічних змін в англійській мові були:
- Редукція початкових приголосних, наприклад /ɡn, kn/ перетворилися на /n/, зробивши gnat і nat та not і knot омофонами.
- Злиття вимови слів meet -- meat у більшості діалектів. Завдяки цьому слова «meat», «threat» та «great» містять три різні голосні, хоча колись усі три слова римувалися.
- Розділення вимови слів foot--strut: у результаті «cut» і «put», а також «pudding» і «budding» більше не римуються; а "putt" і "put" перестали бути омофонами.
- Розділення вимови слів “lot” –“cloth” сталося внаслідок процесу зміни звуків наприкінці XVII століття. Тоді /ɒ/ подовжився до [ɒː] перед глухими фрикативними приголосними і також перед /n/ у словах “gone” чи іноді “on”. Зрештою відбулося підняття звука, і він злився з /ɔː/ у таких слів, як ”thought”, хоча в деяких акцентах голосний в цьому слові вимовляється як відкритий [ɒː]. Це означає, що голосні в CLOTH і  LOT в межах британської вимови однакові (/ɒ/), так само як в  американській вимові ([ɒː]); тобто різниця простежується між голосними у словах “LOT” і “THOUGHT” залежно від вимови".

Після американсько-британського розходження вимови подальші зміни у фонології англійської мови включали:
- В англійській мові Англії, Австралазії та Південної Африки розвиваюється неротична вимова( випадіння звука /ɹ/).
- Напружений звук наприкінці “happy”: кінцевий ненапружений [ɪ] переходить у напружений [i] у таких словах, як "happy". Ця зміна відсутня в деяких діалектах.
- Випадіння  yod: елізія /j/ у деяких скупченнях проголосних, наприклад у "chute", "rude", "blue", "chews", and "Zeus".
- Злиття вимови слів wine–whine у результаті скорочення /ʍ/ до /w/ у всіх національних стандартних варіантах англійської мови, крім шотландської та ірландської.
- У північноамериканській та австралійській англійській мові /t, d/ між голосними редукуються до постукування альвеол, що позначається як [t̬] або [ɾ].
- Злиття вимови слів cot–caught: об’єднання звуків /ɔ/ і /ɑ/ у  /ɑ/ у деяких діалектах загальної американської англійської.

### Синтаксис
- Форми звертання на "ти" або "Ви" ( thou, ye ) перестали використовуватись. У пізній сучасній англійській в наш час зазвичай вживається лише формальний особовий займенник другої особи "you" (ye), причому як в офіційному, так і в розмовному стилі.
- Вживання допоміжних дієслів стає обов'язковим у питальних реченнях.
- Зі злічуваними іменниками частіше використовується "less", ніж "fewer".[7]
- При творенні порівнянь в англійській мові надається перевага синтаксичній конструкції ( more ), а не аналітичному способу   (-er ).[7]
- Присвійний відмінок ('s) почали застосовувати до неістот (раніше вживався лише по відношенню до людей).[7]

### Алфавіт
На зміни в алфавіті та орфографії сильно вплинула поява друкарства та практика друку в Європі.
- Літера thorn (þ), яку почали замінювати на th ще в середньоанглійській мові, остаточно вийшла з ужитку. У друкарстві періоду ранньої сучасної англійської мови літера thorn позначалася латинською літерою y, яка була схожою на thorn у готичному шрифті (𝖞). Востаннє її використовували у формі лігатур ye (thee), yt (that), yu (thou), які все ще можна було час від часу побачити у Біблії короля Якова у 1611 р. і фоліо Шекспіра.
- Почали розрізняти літери i та j, які раніше писалися однією літерою; аналогічно для u і v . Це був поширений розвиток латинського алфавіту в цей період.

Таким чином, пізня сучасна англійська мова почала використовувати латинський алфавіт із 26 літер .